# San Sebastián de Urabá
San Sebastián de Urabá est la première colonie espagnole établie dans la région de Darién, sur la côte orientale du golfe d'Urabá, dans ce qui est aujourd'hui une partie du territoire du département d'Antioquia, en Colombie.
Cette colonie est fondée en 1510 par Alonso de Ojeda. L'installation précaire consistait en un éphémère fort et s'est avérée être une véritable tragédie. En raison de l'extrême violence des autochtones (qui utilisaient des flèches empoisonnées) le fort est vite abandonné et ses habitants se déplacent dans un lieu plus sûr avec l'intention de s'en servir de base arrière pour l'exploration de l'Amérique du Sud.

## Histoire

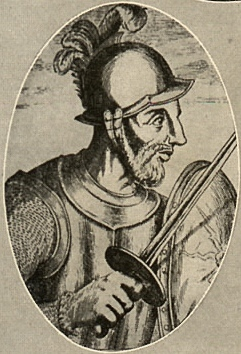
Alonso de Ojeda, fondateur de San Sebastián de Urabá

Vers la fin de l'année 1509, Alonso de Ojeda arrive dans le golfe d'Urabá en qualité de gouverneur de la province de Nouvelle Andalousie à la tête d'une expédition partie d'Hispaniola et composée de 300 hommes. Il fonde là San Sebastián de Urabá, dans l'actuelle municipalité de Necoclí, département d'Antioquia.
Mais très vite la situation de la colonie devient extrêmement difficile, car les indigènes de la région sont tout à fait hostiles aux Espagnols : ils refusent de les nourrir à cause de leur avidité pour l'or, et les combattent, tuant sans pitié avec des flèches empoisonnées, blessant même Ojeda lui-même.
Huit longs mois après que Ojeda ait quitté Saint-Domingue et fondé San Sebastián, la situation dans le fort n'était plus tenable, et les renforts promis par Martín Fernández de Enciso ne sont pas encore arrivés.
Face à l'échec, Ojeda laisse la charge de l'installation précaire à Francisco Pizarro, un jeune soldat à l'époque, et retourna à Hispaniola. Pizarro doit défendre le site, résister et de le maintenir avec ses habitants pendant cinquante jours jusqu'au retour promis d'Ojeda. Mais cinquante jours plus tard, Alonso de Ojeda n'est pas revenu à San Sebastián. Pizarro commence alors à se préparer pour retourner à Hispaniola lorsqu'un navire arrive avec des renforts de Fernandez Enciso, où est venu comme passager clandestin le basque Vasco Núñez de Balboa, un autre jeune soldat qui a déjà acquis une grande popularité auprès de ses pairs grâce à son charisme et à sa connaissance du territoire. En revanche, Fernandez de Enciso, qui prend le commandement du fort et de la situation en succédant à Pizarro, provoque plutôt l'aversion chez les hommes.
Des 300 hommes initialement débarqués avec Ojeda, il y a alors seulement 42 survivants.
Désespérés, ces survivants et les 150 hommes qui composent les renforts d'Enciso, acceptent l'idée de Vasco Núñez de Balboa de se déplacer vers le côté occidental du golfe d'Urabá qui fait partie de la province de Castille d'Or, alors gouvernée par Diego de Nicuesa.
Ils quittent San Sebastián et dans la nouvelle zone du golfe, vers la fin de l'année 1510 et après avoir vaincu les peuples autochtones, fondent Santa María la Antigua del Darién, dans une région entourée par des Indiens sans flèches empoisonnées et bons agriculteurs, ce qui constitue un meilleur choix pour faire de cette nouvelle ville une base permanente et stable d'où pourraient partir les expéditions d'exploration nécessaires, ce qui se produit effectivement.
San Sebastían de Urabá disparaît rapidement de la carte. Après cet échec, Alonso de Ojeda démissionne de son poste de gouverneur et renonce à diriger une quelconque autre expédition. Il passe les cinq dernières années de sa vie à Saint-Domingue, triste et déprimé, avant de se retirer au monastère de San Francisco (es), où il meurt peu de temps après, en 1515. Son dernier souhait est d'être enterré sous la porte du monastère, de sorte que sa tombe soit piétinée par tous les gens entrant dans l'église, comme punition pour les erreurs qu'il a commises dans sa vie.